# NGC 4042
NGC 4042 é uma galáxia  localizada na direcção da constelação de Coma Berenices. Possui uma declinação de +20° 09' 51" e uma ascensão recta de 12 horas, 02 minutos e 46,8 segundos.
A galáxia NGC 4042 foi descoberta em 18 de Março de 1865 por Albert Marth.